# Gerolamo (marionetta)
Gerolamo è una marionetta piemontese i cui primi animatori furono G. B. Sales e G. Bellone.

## Storia
Appare all'inizio dell'Ottocento, e per il proprio nome, ironicamente simile a quello di un fratello di Napoleone Bonaparte, subì più di una disavventura politica.
Le sue caratteristiche sono l'ingenuità e la furbizia, la prontezza e la distrazione.
Grazie al marionettista Giuseppe Fiando, che aveva dovuto lasciar Torino, diventò presto popolare a Milano, dove per sé e per le altre teste di legno della lieta compagnia ebbe un teatro, nel 1868, chiamato appunto Gerolamo, che tuttora esiste e ha riaperto al pubblico nel 2017 dopo un lungo restauro conservativo, e dove gli spettacoli marionettistici durarono sino al 1957, allestiti nell'ultimo cinquantennio, dalla famiglia Colla e più precisamente alla compagnia di Carlo Colla, esponente della famosa dinastia di marionettisti milanesi.